# Скопски народен театър
Скопски народен театър е български драматичен театър, съществувал в администрирания от България Скопие по време на Втората световна война от 1941 до 1944 година.

## История
Театърът е основан с постановление на Министерския съвет № 1697 от 1 юли 1941 г. За директор на театъра с указ на цар Борис III е назначен Стоил Стоилов. Със заповед на министъра на народното просвещение Борис Йоцов за режисьори са назначени Стефан Сърчаджиев и Александър Иконографов, а за секретар-драматург – Петър Горянски. Повечето артисти пристигат в София от България.
Театърът е открит тържествено на 3 октомври 1941 година.
През 1942 година със Закона за театрите получава статут на Народен театър. На 5 юни 1944 година се играе последното представление на театъра, след което е разформирован.

## Дейности
Театърът реализира богат театрален репертоар. Осъществява три турнета из Македония. Изнася представления в Бърно, Прага, Букурещ, Белград, Любляна, Загреб, Куманово, Крива Паланка, Щип, Битоля, Велес.
Освен театралните спектакли огранизира литературно-художествени утра и вечери, сказки, четения, изложби, концерти, предавания по Радио Скопие, тържества.
Организира курс за драматични артисти.

## Състав
Актьорският състав се състои от:
| Номер | Име                   | Номер | Име                  | Номер | Име               | Номер | Име                   |
| ----- | --------------------- | ----- | -------------------- | ----- | ----------------- | ----- | --------------------- |
| 1     | Милка Атанасова-Ерато | 11    | Евгения Громова      | 21    | Веса Куманова     | 31    | Павлина Попова        |
| 2     | Петко Атанасов        | 12    | Христо Динев         | 22    | Иван Куманов      | 32    | Георги Попов          |
| 3     | Светослав Атанасов    | 13    | Боянка Донева        | 23    | Веселана Манафова | 33    | Кирил Попов           |
| 4     | Иван Бакалов          | 14    | Кирил Донев          | 24    | Марта Мянкова     | 34    | Любен Попов           |
| 5     | Васил Бакърджиев      | 15    | Цвета Иванова        | 25    | Тодор Николов     | 35    | Щилян Попов           |
| 6     | Пенка Василева        | 16    | Екатерина Кожухарова | 26    | Розка Петрова     | 36    | Петър Пърличков       |
| 7     | Владимир Ватев        | 17    | Райна Колева         | 27    | Идеал Петров      | 37    | Вичо Райков           |
| 8     | Георги Георгиев       | 18    | Вера Константинова   | 28    | Никола Попиванов  | 38    | Александра Тагарова   |
| 9     | Любен Георгиев        | 19    | Стефка Кортенска     | 29    | Добринка Попова   | 39    | Енчо Тагаров          |
| 10    | Георги Громов         | 20    | Стефан Кортенски     | 30    | Емилия Попова     | 40    | Анна Трифонова        |
|       |                       |       |                      |       |                   | 41    | Константин Хаджиминев |
|       |                       |       |                      |       |                   | 42    | Димитър Кьостаров     |

Стажанти в театъра са Теодора Джурова, Димитър Енгьозов, Цена Иванова, Надя Йорданова и Кирил Калинов; художници са Тома Владимиров и Владимир Мисин; касиер-счетоводител е А. Киров; технически ръководител и театър-майстор е Илия Минев; главен електротехник е Сл. Котларов; домакин е Н. Кожухаров.
Организира се курс за драматични артисти с преподаватели Стоил Стоилов, Александър Иконографов, Стефан Сърчаджиев, Петър Горянски и Теодор Траянов.

Директорът на театъра Стоил Стоилов и повереният му театър са описани от Петър Динеков в началото на 40-те години така: „
| „ | Трябва да се види само едно представление, трябва да се срещнете само за час-два с театралните дейци, за да се убедите с какъв възторг се работи. Но ако имате възможност да говорите с директора на театъра, енергичният и културен театрал г. Стоилов, ще разберете веднага на какво се дължи успехът и подемът на Скопския театър – в него е вложено едно голямо сърце, едно истинско въодушевление е легнало в основата на това дело, пламъкът на една душа стопля и артисти, и публика“. | “ |

## Постановки
През театрален сезон 1941/1942 г. театърът изнася общо 262 представления със среден брой зрители 408 или общо 106 801 зрители. Освен тях театърът изнася и 25 художествено-литературни вечери, посетени от 19 690 души, общо 126 491. Приходите от продажба на билети възлизат на 1 149 596 лева.
Поставени са спектаклите:
- „Борислав“ на Иван Вазов, режисьор Стефан Сърчаджиев
- „Милена“ на Стефан Савов, режисьор Александър Иконографов
- „Бедността не е порок“ на Александър Островски, режисьор Александър Иконографов
- „Хъшове“ на Иван Вазов, режисьор Георги Стаматов
- „Златната мина“ на Ст. Л. Костов, режисьор Стефан Сърчаджиев
- „Милионерът“ на Йордан Йовков, режисьор Петко Атанасов
- „Бащи и деца“ на Владимир Полянов, режисьор Стефан Сърчаджиев
- „Дванайсета нощ“ на Уилям Шекспир, режисьор Стефан Сърчаджиев
- „Хан Татар“ на Никола Икономов, режисьор Стефан Сърчаджиев
- „Боян Магесник“ на Кирил Христов, режисьор Георги Стаматов

Успехът на представленията на Скопския народен театър е огромен. Билетите се разпродават мигновено, местата не стигат. На спектаклите в Охрид представленията са изнесени на открито, хората носят допълнителни столове и маси от домовете си, а децата се катерят по околните дървета, за да гледат.

## Галерия
- Печат
- Стоил Стоилов
- Брошура на театара